# Mine
«Mine» —en español: «Mío»— es una canción escrita e interpretada por la cantante estadounidense Taylor Swift, coproducida por Swift y Nathan Chapman, e incluida en el tercer álbum de estudio de la cantante, Speak Now, de 2010. Está compuesta a manera de canción country pop. Desde un inicio sería lanzada el 16 de agosto de 2010, pero debido a que fue filtrado un demo en Internet, el sello discográfico de Swift adelantó su estreno al 4 de agosto de 2010.
En cuanto a su letra, trata acerca del inicio de una nueva relación y el amor a primera vista. La canción fue bien recibida por los críticos de la música contemporánea, quienes la consideraron como un avance de Swift desde su debut con «Love Story», además de ser declarada como «poderosa» y «madura». Por otra parte, la pista contó con un buen rendimiento comercial, ya que se mantuvo dentro del repertorio de los diez primeros sencillos más vendidos en Australia, Canadá, Estados Unidos y Japón, incluso así este alcanzó el primer lugar en las listas Digital Songs y Adult Contemporary. Además obtuvo certificaciones de las empresas Recording Industry Association of America (RIAA), Canadian Recording Industry Association (CRIA), Australian Recording Industry Association (ARIA) y Recording Industry Association of New Zealand (RIANZ).
Para promover el sencillo, Swift lanzó un vídeo musical, el cual fue dirigido por ella y Roman White, quien también había trabajado en los vídeos musicales «You Belong with Me» y «Fifteen». El clip obtuvo buenas reseñas de parte de los medios de comunicación, quienes lo catalogaron como «dulce, emocionante y con el típico final feliz». Además algunos críticos compararon la conclusión de dicho vídeo con el videoclip de «Teenage Dream» de la cantante Katy Perry. Swift ha interpretado «Mine» en distintas ocasiones, en programas de televisión como X Factor Italia, Today, Live! with Kelly and Michael, Dancing with the Stars, respectivamente en su gira Speak Now World Tour, entre otros. Por otro lado, artistas y agrupaciones como Amy Heidemann y Nick Noonan del grupo Karmin, la agrupación estadounidense Maroon 5 y Naya Rivera de la serie Glee, realizaron su propia versión de «Mine».

## Antecedentes

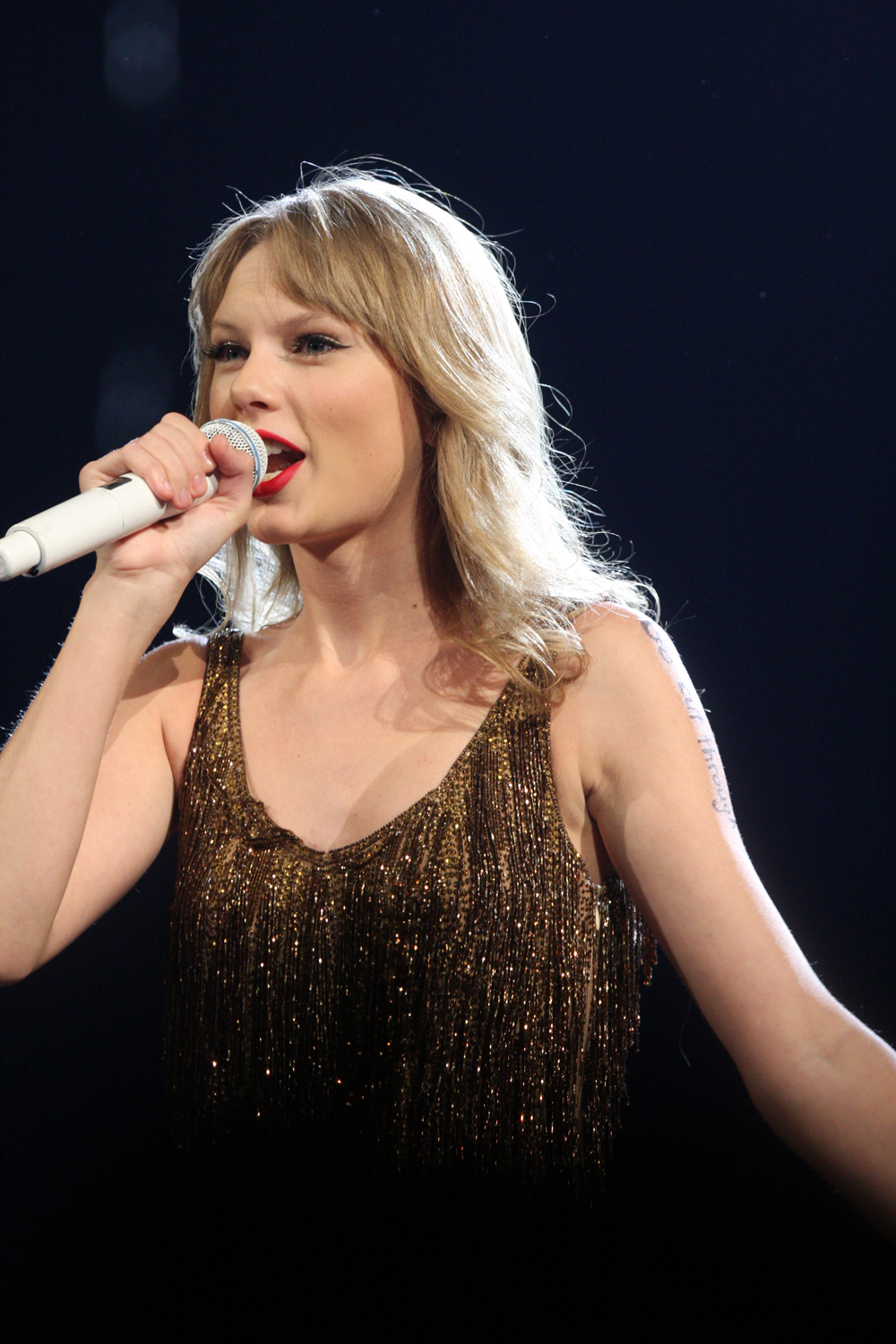
Swift interpretando «Mine» durante su gira Speak Now World Tour.

En una entrevista con la revista estadounidense Rolling Stone, la cantante explicó que la pista fue inspirada por una relación sentimental que ella mantuvo durante la adolescencia, al respecto comentó que: «Había estado reflexionando sobre un chico que me gustaba en un momento determinado». Poco después, fue entrevistada por MTV donde reveló más detalles acerca de la inspiración para el tema. Durante un chat en vivo que brindó a sus seguidores a través de Ustream, explicó que:

«Es una canción sobre mi tendencia a huir del amor [...] Es una especie de tendencia reciente, supongo que es porque para mí todas las relaciones amorosas que terminan en el adiós, yo ya tengo esa experiencia [...] Supongo que he desarrollado este patrón de huir cuando se trata del tiempo para enamorarse y permanecer en una relación. Este tema habla sobre la búsqueda de una excepción a esto, es decir, encontrar a alguien que uno mismo no cree en el amor y se da cuenta de que si podría funcionar [...] Nunca, dejaré de creer que el amor se puede trabajar, lo que siempre hay que ser optimista cuando se trata del amor».

«Mine» es una de las catorce canciones escritas únicamente por Swift, además de producirla con ayuda de Nathan Chapman. Desde un inicio, «Mine» sería lanzado como sencillo el 16 de agosto de 2010, pero debido a que se filtró un demo de mala calidad en Internet, el sello discográfico de Swift, Big Machine Records, decidió adelantar su estreno el 4 de agosto de 2010.

## Composición

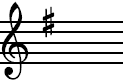
La canción está compuesta en la tonalidad sol mayor.

«Mine» es una canción Country pop con una duración total de tres minutos con cincuenta y dos segundos. Según KILT-FM, es una pista de tempo acelerado con «un gran coro cantable». El tema fue compuesto por Swift, quien también se ocupó de la producción musical junto con Nathan Chapman. De acuerdo con la partitura publicada por Sony/ATV Music Publishing en el sitio Musicnotes.com, «Mine» posee un compás de 4/4 y se interpreta a 120 pulsaciones por minuto. El tema está compuesto en la tonalidad de sol mayor y el registro vocal de la cantante se extiende desde la nota G#3 hasta D#5. El instrumento más sobresaliente en la melodía es el piano que se puede apreciar a lo largo del tema, además esta cuenta con el sonido de la guitarra eléctrica. «Mine» posee una progresión armónica de las notas C2–G5–D5–C2–D5.
La canción fue descrita como «muy compleja» por David Heaton de PopMatters, quien también dijo que era un «tema de renacimiento». Líricamente, la pista trata sobre cuando se inicia una relación en el pasado o una nueva relación sentimental, además de que habla sobre el «flashback». «Mine» fue inspirado en una relación amorosa que mantuvo Swift durante la etapa de la adolescencia. Leah Greenblatt de Entertainment Weekly interpreta el mensaje de la canción como «todo lo que rodea un amor joven floreciente, específicamente el enamoramiento de un joven universitario».

## Recepción

### Comentarios de la crítica

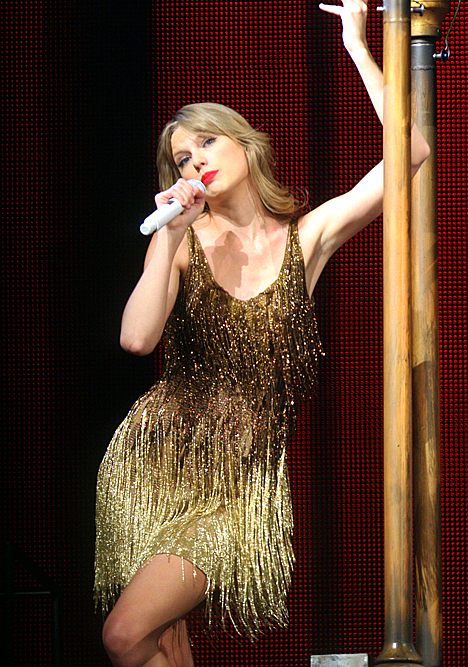
Swift interpretando «Mine» en la gira Speak Now World Tour.

La canción recibió generalmente reseñas positivas de parte de los críticos de musicales. Rob Sheffield de Rolling Stone elogió su contenido lírico, además dijo que versos de la canción como «You made a rebel of a careless man's careful daughter» —«Hiciste un rebelde de la hija cuidadosa de un hombre descuidado» eran un «detalle muy brillante». Alan Macpherson de The Guardian señaló que la canción retoma «la fiebre gozosa» del avance de Swift desde «Love Story», pero incluso así, la canción representa «el amor como un proceso de adulto en vez de un sueño adolescente». Bobby Peacock de Roughstock dio a la canción tres estrellas y media de cinco, alabando su pegadizo y melodioso gancho. Sin embargo, señaló que la canción refleja sus trabajos anteriores en los dos primeros álbumes y deseó que Swift podría intentar «algo un poco más fuera de lo común».
Anthony Benigno del Daily News, escribió que «aunque la pista es una reminiscencia de los anteriores éxitos de Swift, los orígenes de la canción se basan más en las relaciones fallidas de libro de cuentos de amor». Chrissie Dickinson del Chicago Tribune señaló que «Mine» es un epítome de las clásicas canciones de Swift, Benigno comentó que el tema habla sobre las «expresiones sencillas y honestas de la emoción». Nick Levine de Digital Spy le otorgó cuatro estrellas de cinco a la canción, y dijo que aunque es un tema «formulista», la fórmula de esta pista fue ejecutada de manera convincente. Bill Lamb de About.com le dio tres estrellas y media de cinco y elogió la lírica del tema, además lo calificó como «poderosa y madura», dijo que como letrísta de música country pop Swift «es la maestra que detalla es una maestra en el pequeño detalle de que las palabras que dicen la canción se siente como que si trata de una vida real». Lamb continúo su crítica diciendo que:

«Es un cajón lleno de cosas en su lugar y estar en la calle a las 2:30 de la mañana, esos son algunos elementos de "Mine", además de que lo hacen sentir como que un retrato honesto del despliegue de un romance que no para [...] Sin embargo cuando se trata de la música, este es el elemento de la complejidad y la intimidad que no se encuentra [...] Además de las guitarras rasgueados que rodean las letras cantadas con seriedad y la iniciativa del verso que es un coro muy balanceo.»
Bill Lamb

Blake Boldt de The 9513 le dio a la canción un pulgar hacia abajo, criticando la falta de Swift para entregar una esperada «gran recompensa» a través del tema. Boldt sostuvo que «este fallo demuestra que las habilidades para escribir canciones de Swift son todavía «muy crudas», además que todavía necesitan que un último pulido con el fin de brillar». Deborah Evans Price de Billboard dijo que la banda musical del tema «tiene una energía vibrante que complementa su apasionada voz», además que la pista demuestra el «crecimiento personal y profesional» de la cantante, que según ella «ya no es una adolescente ingenua que escribe novelas sobre la escuela y se va a explorar las complejidades de las relaciones adultas». El sitio BBC Newsround consideró el tema como «cautivador», continúo diciendo «esta no es la mejor canción de Swift, pero de seguro que con dicho tema puede complacer a sus seguidores».

### Desempeño comercial

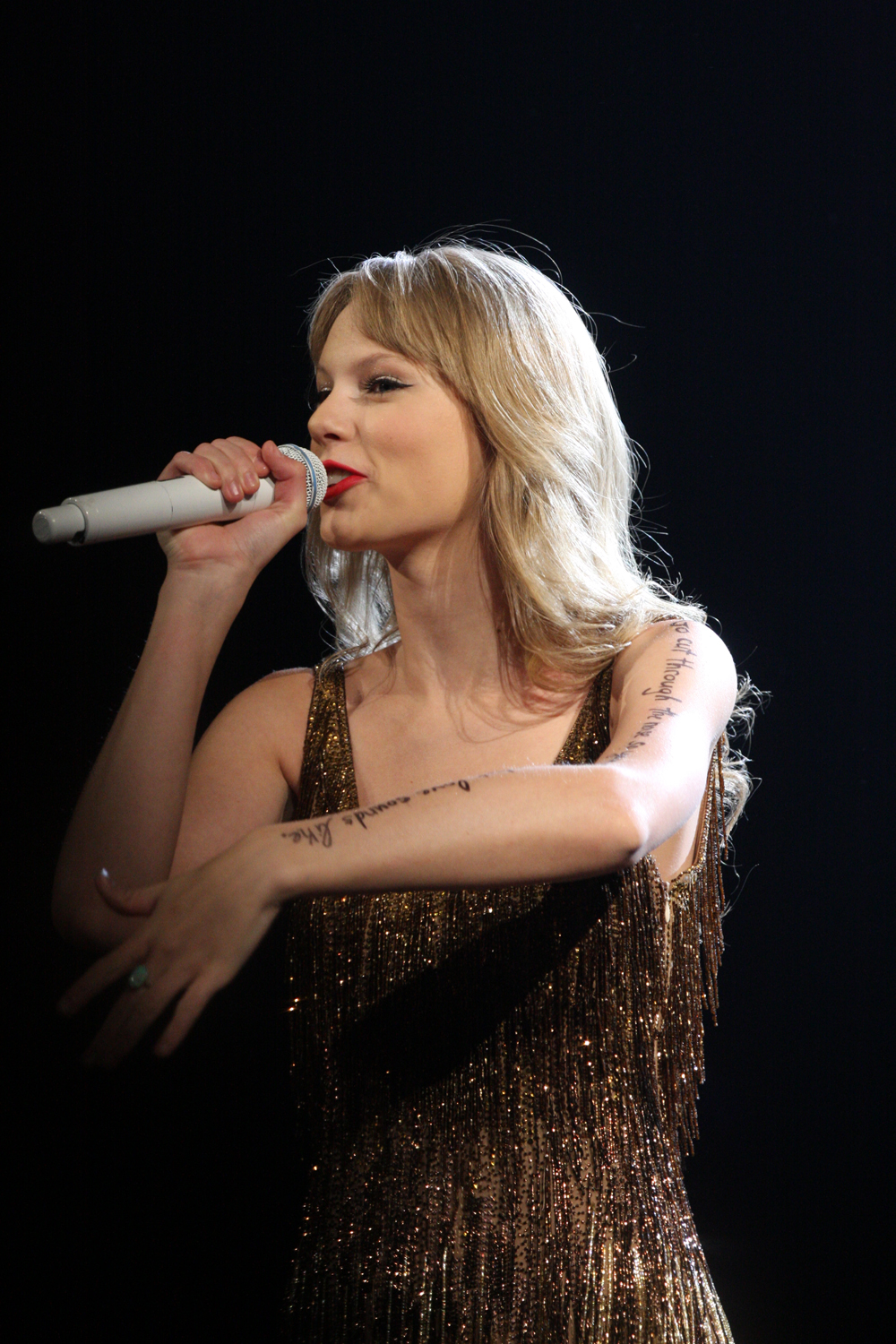
Taylor Swift cantando «Mine» en Speak Now World Tour.

En general, «Mine» contó con una buena recepción comercial, principalmente en el continente americano. El los Estados Unidos fue uno de los países donde tuvo mayor éxito, dos días después de su lanzamiento, Nielsen Soundscan pronosticó que el sencillo podría vender alrededor de 350 000 unidades y debutar entre las tres primeras posiciones durante su primera semana. Finalmente debutó en la tercera posición del Billboard Hot 100 en el transcurso de la semana del 12 de agosto. Respectivamente, la canción obtuvo la primera posición en los conteos Digital Songs y Adult Contemporary, mientras que se mantuvo en el número doce de la lista Pop Songs. El 29 de noviembre de 2011, la empresa de certificaciones Recording Industry Association of America (RIAA), le otorgó dos discos de platino. Asimismo, hasta agosto de 2012, «Mine» había vendido aproximadamente 2 081 000 de copias en los Estados Unidos, convirtiéndose en su quinto sencillo más vendido hasta la fecha. En Canadá la canción debutó y alcanzó el puesto número siete en el conteo Canadian Hot 100 con alrededor de 17 000 copias vendidas en el territorio canadiense. Más tarde, fue certificado con un disco de platino por la empresa Canadian Recording Industry Association (CRIA).
En el continente Europa, la canción contó con una recepción menor comparada con la de América. La canción ingresó y alcanzó el puesto número treinta en la lista UK Singles Chart del Reino Unido. En la Irish Singles Chart de Irlanda, alcanzó la casilla número treinta y ocho, donde se mantuvo dos semanas consecutivas. Respectivamente, «Mine» se posicionó en el número cincuenta y siete en Alemania, setenta y seis en Eslovaquia y en el setenta del conteo European Hot 100. Mientras que se mantuvo dentro del repertorio los cincuenta más vendidos en Suecia, España, Hungría, entre otros. En Oceanía, el tema tuvo una buena recepción comercial, donde ingresó en la posición número nueve de la lista Australian Singles Chart de Australia. Poco después la empresa de certificaciones Australian Recording Industry Association (ARIA) lo condecoró con un disco de oro. En el conteo New Zealand Singles Chart de Nueva Zelanda debutó en el número treinta y alcanzó la posición dieciséis una semana después de su lanzamiento. Por su parte fue certificado por la empresa neolandeza Recording Industry Association of New Zealand (RIANZ) con un disco de oro. En Asia, alcanzó el puesto numeró seis en la lista Japan Hot 100 de Japón.

## Promoción

### Vídeo musical
El vídeo musical de «Mine» fue dirigido por Swift y Roman White, quien anteriormente había dirigido vídeos musicales de Swift como «You Belong with Me» y «Fifteen». En una entrevista, White explicó que la representación audiovisual «muestra un gran viaje en el tiempo, lo que podría explicar cómo estos dos chicos locos Swift y Hemingway llegó a tener sus propios hijos en el final». También declaró que la canción tiene muchos elementos tristes, pero también muchos felices, asimismo elogió a Swift por su participación durante la producción del clip. El vídeo fue filmado en Kennebunkport, Maine y Portland, Oregón. En agosto de 2010, una versión de baja calidad del vídeoclip se filtró ilegalmente en Internet, pero no lastima el lanzamiento oficial, que tuvo lugar dos días más tarde, durante un especial de media hora transmitido en vivo por el canal de televisión estadounidense Country Music Television y simultáneamente en los canales de MTV y VH1.
El vídeo comienza con Swift entrando en un restaurante, mientras está sentada, ella ve a una pareja de pie en una mesa cercana discutiendo, lo cual que le recuerda a su infancia, cuando veía a sus padres discutiendo constantemente. Entonces el mesero (Toby Hemingway) se acerca a la mesa Swift para tomar su orden, y al mismo tiempo intercambian algunas miradas, que finalmente resulta una historia de amor entre la pareja que se ve en las escenas en las que caminan por la playa y las caricias mientras están en el sofá. En la siguiente escena, se muestran llevando cajas a una casa, dando a entender que estaban de mudanza. Unas escenas más adelante están en casa discutiendo y durante dicha escena Swift va al exterior de la casa. Hemingway va tras ella y se disculpa, mientras que las escenas anteriores, se muestran en una especie de retrospectiva. En la siguiente escena están dejando la iglesia después de haberse casado, más adelante se ven el cuidado de sus hijos y teniendo momentos de diversión familiar. El vídeo termina con la cantante en el restaurante y Hemingway con esperando que haga su pedido.
El vídeo fue recibido positivamente por la crítica. Tanner Stransky de Entertainment Weekly encontró el clip como «muy dulce» y «emocionante», finalmente llegó a la conclusión de que la canción parece tener un «final feliz». Tamar Anitai de MTV describió el vídeo como «una historia de maduración» en la que Swift debe «aprender a soportar muchos acontecimientos de la edad adulta y los hitos». James Montgomery de MTV News comparó el vídeoclip con la canción «Teenage Dream», de Katy Perry, afirmando que tanto la historia «es esencialmente  las mismas fantasías de la juventud, las mujeres totalmente modernas, pero con fantasías totalmente diferentes como las mujeres que las tienen». La revista The Improper Bostonian también comparó el clip con el de «Teenage Dream», señalando que los dos clips tienen dos finales completamente similares.

### Presentaciones en directo

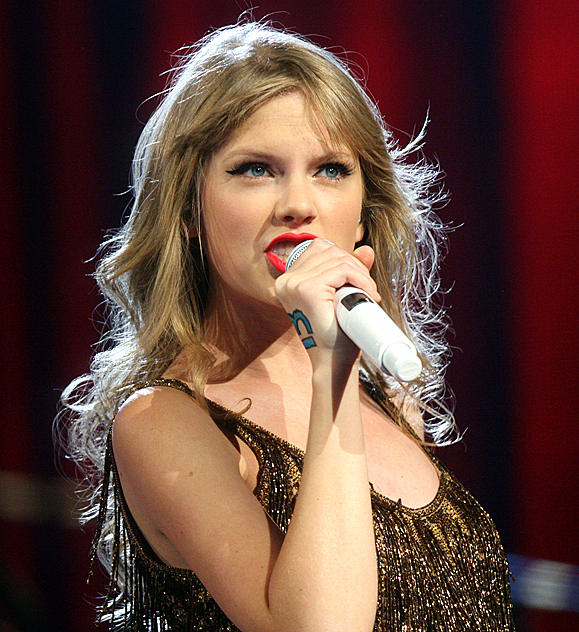
Swift durante una presentación en Sídney, Australia

El 11 de junio de 2010, Swift interpretó «Mine» por primera vez durante una presentación privada, la cual fue emitida por el canal American Broadcasting Company durante el especial CMA Music Festival: Country's Night to Rock, que fue emitido el 1 de septiembre del mismo año. La canción también fue presentada durante el espectáculo que precedió al partido inaugural de la Liga Nacional de Fútbol Americano de los Estados Unidos, en la que también cantó «You Belong with Me». El 5 de octubre del mismo año, el tema fue interpretado durante la cuarta edición del The X Factor Italia. El nueve del mismo mes, Swift la cantó durante la celebración de los 85 años del programa de televisión Gran Ole Opry, respectivamente fue cantada más tarde en un especial realizado por la BBC Radio 2 el 21 de aquel mes, asimismo Swift presentó junto a «Mine», una versión acústica de la canción «Viva la Vida» de Coldplay.
El 24 de octubre de 2010, Swift hizo un cameo en la serie de televisión The Paul O'Grady Show donde la canción fue cantada. Al día siguiente, las redes de comunicación Country Music Television, MTV y VH1, filiales en Europa, Asia, Australia y América Latina simultáneamente, transmitieron un especial en vivo titulado Speak Now: Taylor Swift en vivo desde la ciudad de Nueva York, en la cual Swift interpretó «Mine». El 26 del mismo mes, la cantante celebró un concierto en directo desde el Terminal T5 de JetBlue Airways en el interior del Aeropuerto Internacional John F. Kennedy, cuya transmisión se llevó a cabo por el programa de televisión Today. El mismo día, Swift hizo una aparición en el show de David Letterman, durante el cual se presentó y tocó la canción. El 27 de octubre, ella interpretó la canción en el programa de entrevistas de la mañana Live! with Kelly and Michael.
El 2 de noviembre de ese mismo año, Swift presentó «Mine» y «White Horse» durante el episodio número 200 del programa televisivo Dancing with the Stars. La cantante también fue invitada a una actuación en la primera edición de los premios de la BBC Radio 1 Teen Awards, los cuales fueron celebrados en Londres, donde apareció Swift interpretando «Mine», «Love Story» y «Speak Now» . El 19 de noviembre, la cantante actuó con la canción durante el programa de televisión japonés Music Station. Durante el 2011 y 2012, «Mine» fue agregada en la lista de canciones de su segunda gira mundial, Speak Now World Tour, asimismo este apareció como la segunda pista interpretada durante los conciertos.

### Versiones de otros artistas

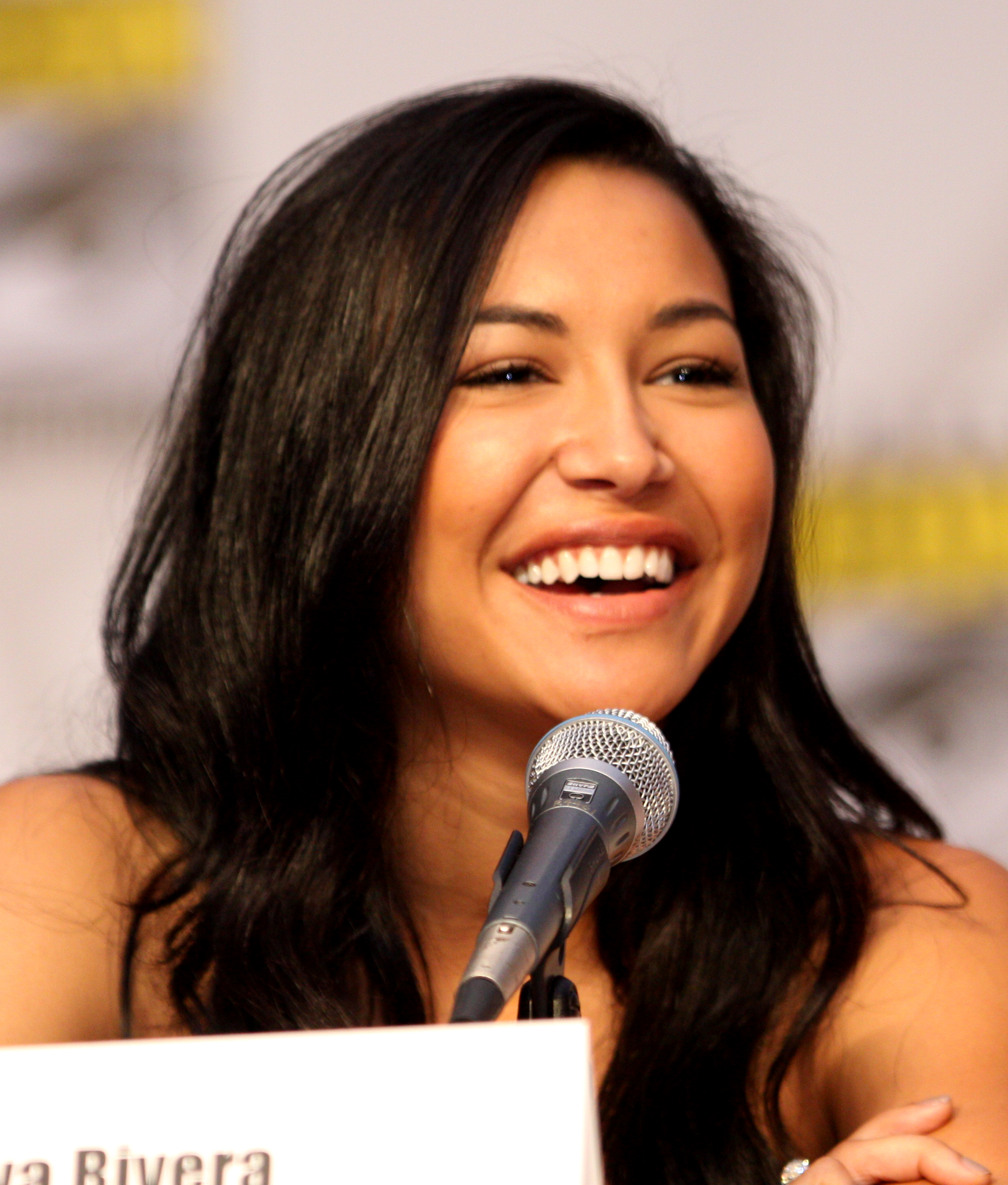
Naya Rivera de Glee fue una de algunos artistas que hicieron su propia versión de «Mine».

El 14 de marzo de 2010, Amy Heidemann y Nick Noonan que conforman el grupo estadounidense Karmin lanzó una versión de la canción para descargar digitalmente a través de la tienda en línea Amazon. Meses más tarde, en diciembre del mismo año, la agrupación Maroon5 apareció en vivo durante un especial Country Music Television Artists of the Year en Nashville, Swift opinó que «que era una versión mucho más fría que la que ella misma escribió para su álbum».
El 4 de octubre de 2012, se emitió el episodio titulado «The Break Up», incluido en la cuarta temporada de la serie estadounidense Glee, en la cual la cantante y actriz Naya Rivera, intérprete del personaje de Santana Lopez, realizó su propia versión de la pista. La presentación se ambienta en Lima, Ohio, donde Santana (Naya Rivera) visita la Universidad de Louisville y a su amiga Brittany (Heather Morris). Brittany invita a Santana a una reunión del club cristiano, en el cual es dirigido por la porrista Kitty Wilde (Becca Tobin). En dicha reunión, los integrantes del club deciden realizar un simulacro del fin del mundo, en donde ellos demuestran que lo deben dejar atrás. Santana se ve inconforme con el club y le pide a Brittany regresar a casa, a lo que Brittany rechaza. Finalmente llega a la escuela William McKinley a visitar a Will (Matthew Morrison), el cual lo invita al club Glee. Will les pide sugerencias a los miembros del club para la obra de otoño, en donde Finn propone que realicen Grease. Asimismo, el episodio contó con seis interpretaciones musicales, las cuales se lanzaron como sencillos disponibles en forma de descarga digital, las versiones publicadas fueron «Barely Breathing» de Duncan Sheik,= «Give Your Heart a Break» de Demi Lovato,= «Teenage Dream (canción)» de Katy Perry,= «Don't Speak» de No Doubt,= «The Scientist» de Coldplay y «Mine».== Por otra parte, el episodio fue transmitido el 4 de octubre de 2012 a través del canal televisivo Fox, este contó con una audiencia de alrededor seis millones de espectadores estadounidenses.

## Formatos y remezclas
- Descarga digital

| Mine — Single |        |          |  |
| N.º           | Título | Duración |  |
| 1.            | «Mine» | 3:49     |  |

| Descarga digital — Reino Unido |        |          |  |
| N.º                            | Título | Duración |  |
| 1.                             | «Mine» | 3:49     |  |

| Descarga digital — Reino Unido CD 2 |                        |          |  |
| N.º                                 | Título                 | Duración |  |
| 1.                                  | «Mine»                 | 3:49     |  |
| 2.                                  | «Mine» (Vídeo musical) | 3:55     |  |

| Descarga digital — Pop Mix |                          |          |  |
| N.º                        | Título                   | Duración |  |
| 1.                         | «Mine» (Pop Mix Versión) | 3:50     |  |

| Descarga digital — Alemania y Reino Unido |                      |          |  |
| N.º                                       | Título               | Duración |  |
| 1.                                        | «Mine»               | 3:49     |  |
| 2.                                        | «Mine» (USA Versión) | 3:52     |  |

## Posicionamiento en listas

### Semanales
| Alemania       | German Singles Chart      | 57 |
| Australia      | Australian Singles Chart  | 9  |
| Canadá         | Canadian Hot 100          | 7  |
| Eslovaquia     | Radio Top 100 Chart       | 76 |
| España         | Spanish Singles Chart     | 19 |
| Estados Unidos | Billboard Hot 100         | 3  |
| Estados Unidos | Pop Songs                 | 12 |
| Estados Unidos | Digital Songs             | 1  |
| Estados Unidos | Hot Country Songs         | 2  |
| Estados Unidos | Adult Contemporary        | 1  |
| Hungría        | Rádiós Top 40             | 13 |
| Irlanda        | Irish Singles Chart       | 38 |
| Japón          | Japan Hot 100             | 6  |
| Nueva Zelanda  | New Zealand Singles Chart | 16 |
| Reino Unido    | UK Singles Chart          | 30 |
| Suecia         | Swedish Singles Chart     | 48 |
| Suiza          | Swiss Singles Chart       | 46 |
| Unión Europea  | European Hot 100          | 70 |

### Certificaciones
| País           | Organismo certificador | Certificación | Simbolización | Ref.   |
| -------------- | ---------------------- | ------------- | ------------- | ------ |
| Australia      | ARIA                   | Oro           | ●             | [ 12 ] |
| Canadá         | CRIA                   | Platino       | ▲             | [ 11 ] |
| Estados Unidos | RIAA                   | Platino       | ▲             | [ 10 ] |
| Nueva Zelanda  | RIANZ                  | Oro           | ●             | [ 13 ] |

### Anuales
| Australia      | Australian Singles Chart | 86 |
| Canadá         | Canadian Hot 100         | 51 |
| Estados Unidos | Billboard Hot 100        | 46 |
| Estados Unidos | Adult Contemporary       | 7  |
| Estados Unidos | Hot Country Songs        | 38 |
| Hungría        | Rádiós Top 40            | 69 |
| Japón          | Japan Hot 100            | 39 |

## Historial de lanzamientos
| País           | Fecha                 | Formato                           | Ref.          |
| -------------- | --------------------- | --------------------------------- | ------------- |
| Estados Unidos | 4 de agosto de 2010   | Descarga digital y Airplay        | [ 71 ]        |
| Australia      | 6 de agosto de 2010   | Descarga digital                  | [ 83 ]        |
| Noruega        | 6 de agosto de 2010   | Descarga digital                  | [ 84 ]        |
| Australia      | 16 de agosto de 2010  | Descarga digital                  | [ 85 ]        |
| Estados Unidos | 24 de agosto de 2010  | Top 40 y Rhythmic                 | [ 86 ]        |
| Croacia        | 8 de octubre de 2010  | Descarga digital                  | [ 87 ]        |
| Reino Unido    | 18 de octubre de 2010 | Sencillo en CD y Descarga digital | [ 78 ] [ 88 ] |
| Alemania       | 22 de octubre de 2010 | Sencillo en CD y Descarga digital | [ 89 ] [ 90 ] |

## Créditos
- Composición – Taylor Swift
- Producción – Nathan Chapman, Taylor Swift
- Instrumentación – Nathan Chapman
- Grabación – Steve Marcantonio
- Ingeniería de audio – John Netti
- Armonías vocales – Taylor Swift, Nathan Chapman
- Mezcla – Justin Niebank, Dean Gillard, Matt Ward

Fuente: Discogs.